# Муратково
Муратково — посёлок в Алапаевском районе Свердловской области России, входящий в Махнёвское муниципальное образование. Автомобильное сообщение затруднено. 

## Географические положения
Муратково расположено в 75 километрах к северу-северо-востоку от города Алапаевска, преимущественно на правом берегу реки Кыртомки (правого притока реки Тагил), в лесной местности. Автомобильное сообщение затруднено.Одноимённая станция АУЖД.Существует регулярное пассажирсское сообщение с Алапаевском и посёлком Калач

## Алапаевская узкоколейная железная дорога
в посёлке  расположена станция Муратково Алапаевской узкоколейной железной дороги ветки Алапаевск — Санкино — Калач.

## Население
| 2002 | 2010 |
| ---- | ---- |
| 470  | ↘246 |